# Cisco Kid (série télévisée)
Pour l’article homonyme, voir Cisco Kid.
Cisco Kid est une série télévisée américaine en 156 épisodes de 30 minutes en couleur et diffusée entre le 5 septembre 1950 et le 22 mars 1956 en syndication.
C'est la première adaptation télévisée du personnage de western Cisco Kid, alors très populaire aux États-Unis.
En France, la série a été diffusée à partir du 5 septembre 1986 sur Canal+. Elle était programmée le vendredi à 17h30.

## Synopsis
Cisco et Poncho sont des desperados recherchés pour crimes inconnus, mais vu par les pauvres comme Robin des Bois face aux agents corrompus.

## Distribution
- Duncan Renaldo : Cisco Kid
- Leo Carrillo : Poncho

## Épisodes

### Saison 1 (1950-1951)
1. Boomerang (Boomerang)
2. Fausse Monnaie (Counterfeit Money)
3. Bruissement (Rustling)
4. titre français inconnu (Big Switch)
5. histoire de Conviction (Convict Story)
6. Terrain d'huile (Oil Land)
7. foudre de la chaîne (Chain Lightning)
8. Appartements de Médecine (Medicine Flats)
9. titre français inconnu (Railroad Land Rush)
10. La Volonté (The Will)
11. Bovins en quarantaine (Cattle Quarantine)
12. titre français inconnu (Renegade Son)
13. Faux Mariage (False Marriage)
14. Mariage et Chantage (Wedding Blackmail)
15. histoire de Lynchage (Lynching Story)
16. titre français inconnu (Newspaper Crusader)
17. histoire de Chien (Dog Story)
18. Confession de l'argent (Confession for Money)
19. titre français inconnu (The Old Bum)
20. titre français inconnu (Haven for Heavies)
21. Pancho est pris en otage (Pancho Held Hostage)
22. titre français inconnu (Freight Line Feud)
23. Drôle de shérif (Phoney Sheriff)
24. Oncle déshérite Nièce (Uncle Disinherits Niece)
25. titre français inconnu (Phoney Heiress)
26. Droits de l'Eau (Water Rights)

### Saison 2 (1951-1952)
1. Performance Bond (Performance Bond)
2. Obligations volés (Stolen Bonds)
3. Inspecteur postal (Postal Inspector)
4. La Clôture des Bijoux de magasin (Jewelry Store Fence)
5. Agent des Affaires étrangères (Foreign Agent)
6. titre français inconnu (Medicine Man Show)
7. Histoire De Fantôme (Ghost Story)
8. Association de protection (Protective Association)
9. titre français inconnu (Kid Sister Trouble)
10. titre français inconnu (Water Toll)
11. titre français inconnu (The Bates Story)
12. Puits de pétrole de l'eau (Water Well Oil)
13. titre français inconnu (Ride On)
14. Vigilante histoire (Vigilante Story)
15. Hidden Valley (Hidden Valley)
16. Pigeon voyageur (Carrier Pigeon)
17. Hypnotiseur, Assassiner (Hypnotist Murder)
18. titre français inconnu (Romany Caravan)
19. titre français inconnu (Robber Crow)
20. Gaz de couchage (Sleeping Gas)
21. titre français inconnu (Quarter Horse)
22. Bijoux Hold-up (Jewelry Holdup)
23. Ville Fantôme (Ghost Town)
24. titre français inconnu (Quicksilver Murder)
25. Trésor Enfoui (Buried Treasure)
26. Dague espagnole (Spanish Dagger)

### Saison 3 (1952-1953)
1. Business Inutile (Monkey Business)
2. Le marionnettiste (The Puppeteer)
3. Le chien qui parle (The Talking Dog)
4. Pancho et Le Pachyderme (Pancho and the Pachyderm)
5. Petit frère (Kid Brother)
6. Visage de la Mort (Face of Death)
7. titre français inconnu (Big Steal)
8. titre français inconnu (Laughing Badman)
9. titre français inconnu (Canyon City Kid)
10. titre français inconnu (Dutchman's Flat)
11. titre français inconnu (Mad About Money)
12. titre français inconnu (Lost City of the Incas)
13. titre français inconnu (Thunderhead)
14. titre français inconnu (Bell of Santa Margarita)
15. Magnétite (Lodestone)
16. titre français inconnu (Dead by Proxy)
17. Adjoint du Diable (The Devil's Deputy)
18. Église dans la ville (Church in the Town)
19. titre français inconnu (Gun Totin' Papa)
20. titre français inconnu (The Fire Engine)
21. titre français inconnu (The Census Taker)
22. Argent contrebande (Smuggled Silver)
23. titre français inconnu (The Runaway Kid)
24. Peur (Fear)
25. Le Studio de Photographie (The Photo Studio)
26. titre français inconnu (The Commodore Goes West)

### Saison 4 (1953-1954)
1. Garde du corps (Bodyguard)
2. Pancho et le Chien Loup (Pancho and the Wolf Dog)
3. Puces et le piège de Booby (Bullets and the Booby Trap)
4. Le Gramophone (The Gramophone)
5. Liberté de la presse (Freedom of the Press)
6. Bataille de Red Rock col (Battle of Red Rock Pass)
7. titre français inconnu (Bandaged Badman)
8. Or chinois (Chinese Gold)
9. titre français inconnu (The Faded General)
10. Le Fugitif (The Fugitive)
11. Insurrection indienne (Indian Uprising)
12. Histoire de raton (The Raccoon Story)
13. titre français inconnu (Outlaw's Gallery)
14. La Terreur noire (The Black Terror)
15. titre français inconnu (Sky Sign)
16. titre français inconnu (Cisco Meets the Gorilla)
17. Non coupable (Not Guilty)
18. Rodéo (Rodeo)
19. Mariage par la poste (Marriage by Mail)
20. Le Masque de fer (The Iron Mask)
21. Double Deal (Double Deal)
22. Cavalier transport (Horseless Carriage)
23. titre français inconnu (The Steel Plow)
24. Le Ventriloque (The Ventriloquist)
25. Traînée de poudre (Powder Trail)
26. Cisco joue le fantôme (Cisco Plays the Ghost)

### Saison 5 (1954-1955)
1. titre français inconnu (Six-Gun for No-Pain)
2. titre français inconnu (The Haunted Stage Stop)
3. titre français inconnu (Gold Strike)
4. titre français inconnu (Trouble in Tonopah)
5. Harry l'héritier (Harry the Heir)
6. Le plus bas soumissionnaire (The Lowest Bidder)
7. titre français inconnu (Mining Madness)
8. titre français inconnu (Sundown's Gun)
9. pot d'or (Pot of Gold)
10. Attention de Curley Thompson (Caution of Curley Thompson)
11. L'or Des Fous (Fool's Gold)
12. L'hôpital (The Hospital)
13. Trois suspects (Three Suspects)
14. Nièce de Pancho (Pancho's Niece)
15. Papiers d'extradition (Extradition Papers)
16. Nouveaux éléments de preuve (New Evidence)
17. titre français inconnu (Doorway to Nowhere)
18. titre français inconnu (Stolen River)
19. titre français inconnu (Son of a Gunman)
20. titre français inconnu (Juggler's Silver)
21. titre français inconnu (The Kidnapped Cameraman)
22. Cisco et le géant (Cisco and the Giant)
23. Le trésor de Montezuma (Montezuma's Treasure)
24. Vendetta (Vendetta)
25. Le Deux-Roues (The Two-Wheeler)
26. Les gobelets (The Tumblers)

### Saison 6 (1955-1956)
1. Un dimanche matin tranquille (A Quiet Sunday Morning)
2. Château de Arroyo Millionaire (Arroyo Millionaire's Castle)
3. Témoin (Witness)
4. titre français inconnu (Choctaw Justice)
5. titre français inconnu (New York's Finest)
6. Cisco et les saigneurs (Cisco and the Tappers)
7. Sang neuf (Young Blood)
8. titre français inconnu (School Marm)
9. titre français inconnu (Bounty Men)
10. Rapide sur la gâchette (Quick on the Trigger)
11. Or, la Mort et Dynamite (Gold, Death and Dynamite)
12. Haricots Saut (Jumping Beans)
13. Embuscade (Ambush)
14. titre français inconnu (Six Gun Cupids)
15. Étrangers (Strangers)
16. Le joker (The Joker)
17. L'homme à la réputation (Man with the Reputation)
18. L'épidémie (The Epidemic)
19. Mr. X (Mr. X)
20. titre français inconnu (Roundup)
21. Il ne pouvait pas quitter (He Couldn't Quit)
22. Kilts et Sombreros (Kilts and Sombreros)
23. Ouest de la loi (West of the Law)
24. Dangereux Cordonnier (Dangerous Shoemaker)
25. Magicien de Jamesville (Magician of Jamesville)
26. titre français inconnu (Tangled Trails)

## Commentaires
Les deux vedettes de la série assurent leurs cascades. En 1953, Duncan Renaldo est hospitalisé à la suite d’un accident. Pendant son absence (9 épisodes), l’acteur-vedette a été doublé ou son personnage montré masqué. Il a enregistré ses lignes de texte depuis son lit d’hôpital....
D’abord tourné en noir et blanc, The Cisco kid (titre en VO) est la première série à être filmée en couleurs. Dans une époque où le direct est roi, la production a également été aux prémices de l’enregistrement sur bandes magnétiques.